# هاني الروماني
هاني الروماني (27 أغسطس 1939 - 8 فبراير 2010 )، ممثل ومخرج سوري بدأ مع بدايات العمل التلفزيوني والسينمائي في سوريا. اشتهر بدوره في مسلسل أسعد الوراق الذي عرض في عام 1975 والمأخوذ عن رواية صدقي إسماعيل بعنوان «الله والفقر». وانتهت حياته الفنية بوفاته بعد أن أنهى تصوير دوره في مسلسل «أسعد الوراق» الجديد 2010. وكان عضوا في مجلس الشعب السوري.

## أعماله

### من المسلسلات
- أسعد الوراق.
- المفسدون في الأرض
- أخوة التراب
- العبابيد بدور (الكاهن نمتار)
- المرايا.
- هجرة القلوب إلى القلوب.
- أبو كامل.
- الجوارح. بدور (أبو طراقة)
- اليتيم
- حمام القيشاني.
- علماء في جبين الشمس.
- دليلة والزئبق.
- القصاص.
- الهشيم. بدور الخال سهيل
- تل اللوز.
- الخوالي. بدور الحكم دار عثمان بك
- عائلة ست نجوم. بدور (أبو ياسر)
- نهاية رجل شجاع. المعلم البطحيش
- أولاد القيمرية.
- بيت جدي.
- المحكوم بدور جلال الضراب
- قادم من الضباب
- الموت القادم إلى الشرق بدور أبو الرشد
- خوخ ورمان
- (مسلسل) لوين
- أسياد المال
- وجه العدالة
- المرابطون والأندلس. بدور (ملك قرطبة)
- أبناء الرشيد. بدور (حيان الوراق)
- أبو جعفر المنصور. بدور (سليمان بن كثير)

### من الأفلام
- الديلر

الحدود.
- المغامرة.
- وجه آخر للحب.
- اللص الظريف.
- حب وكاراتيه.
- المطلوب رجل واحد.
- عشّاق.
- إمبراطورية غوار.
- حبيبتي

## وفاته
توفي في 8 فبراير 2010 عن عمر يناهز 70 عاما.

## روابط خارجية
- هاني الروماني على موقع قاعدة بيانات الأفلام العربية